# Lutzia shinonagai
Lutzia shinonagai är en tvåvingeart som först beskrevs av Tanaka, Mizusawa och Saugstad 1979.  Lutzia shinonagai ingår i släktet Lutzia och familjen stickmyggor. Inga underarter finns listade i Catalogue of Life.